# Monserrat (Buenos Aires)
Monserrat (o Montserrat) è uno storico barrio (quartiere) della capitale dell'Argentina Buenos Aires. Ha 43 560 abitanti su un'area di 2,2 km².

## Geografia fisica
Il confine nord, quello con San Nicolás, è segnato da Avenida Rivadavia, quello est (Puerto Madero) da Avenida Ing. Huergo, quello sud (San Telmo) da Chile, Chacabuco e Avenida Independencia, e quello ovest (Balvanera) da Avenida Entre Ríos.

## Storia
La storia del quartiere affonda le sue radici direttamente alle origini della città di Buenos Aires, fondata dagli Spagnoli nel 1580. Nel 1594 fu costruito un fortino e, nel 1608, furono garantiti ai Gesuiti alcuni appezzamenti di terra sui quali poi eressero la chiesa di Sant'Ignazio e la Manzana das Luces. Nel 1765 fu aperta al culto la chiesa di Nostra Signora di Montserrat che diede poi il nome all'intero quartiere.

## Monumenti e luoghi d'interesse
Situata nella parte più storica e centrale della capitale argentina, il barrio di Monserrat ospita alcuni tra i più importanti monumenti e siti culturali di Buenos Aires. Tra i più noti spiccano la Plaza de Mayo, il Cabildo di Buenos Aires, la Casa Rosada, Avenida de Mayo, il Café Tortoni, palazzo Barolo, il Palazzo della Legislatura della Città di Buenos Aires, Plaza del Congreso, Casa Escasany, la chiesa di Sant'Ignazio, la Basilica di San Francesco, il Convento di San Domenico, la Manzana de las Luces, la chiesa di Nostra Signora di Montserrat e la chiesa degli Italiani.